# Dorfkirche Pressel

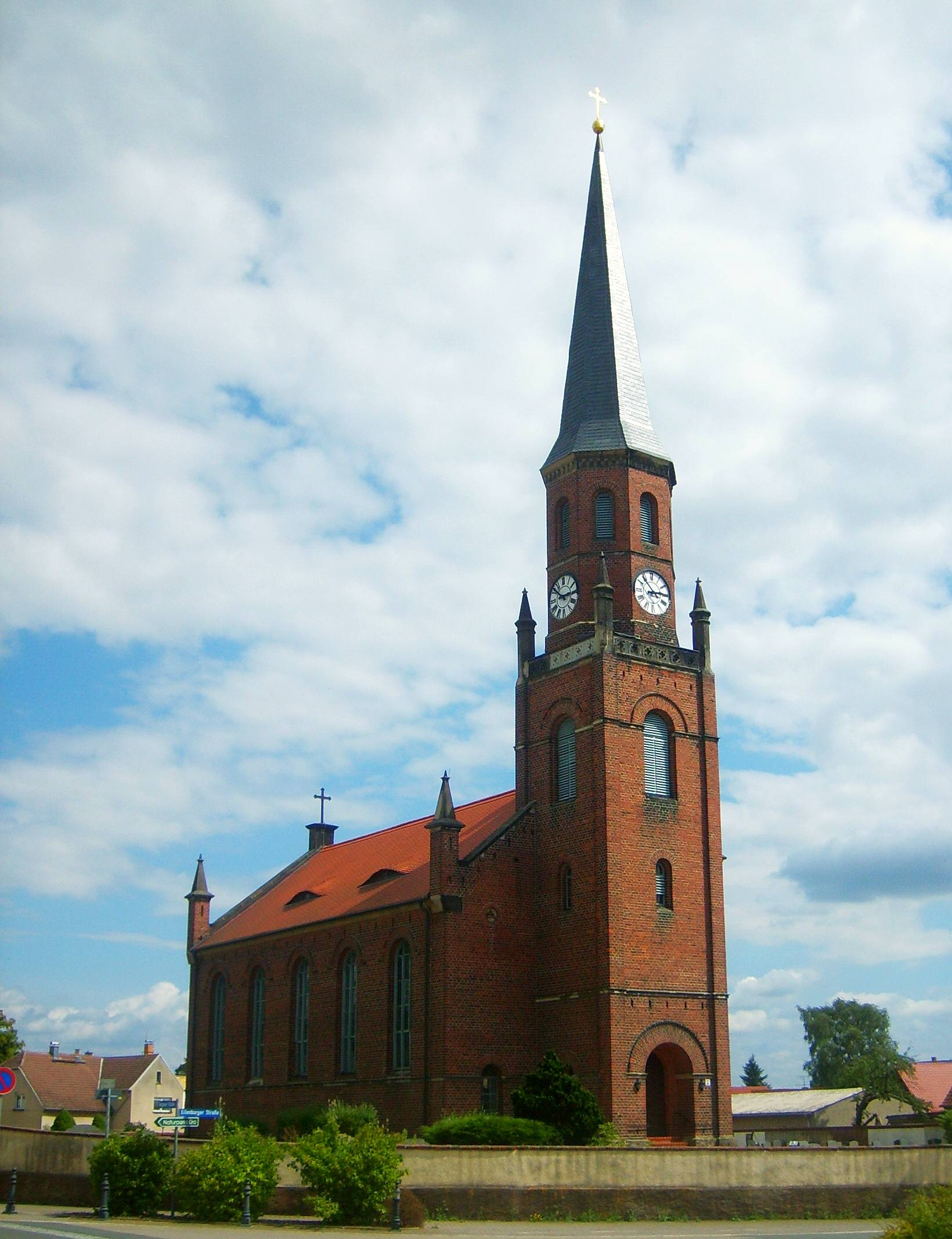
Dorfkirche Pressel

Die Dorfkirche im Ortsteil Pressel der Gemeinde Laußig (Landkreis Nordsachsen im Freistaat Sachsen) ist ein Kirchengebäude der Evangelischen Kirche in Mitteldeutschland.
Das in seiner heutigen Form, die dem Historismus zugeordnet wird, im Jahre 1857 am Standort eines Vorgängerbaus entstandene Bauwerk ist vom örtlichen Friedhof umgeben in der Ortsmitte zu finden. Es steht heute unter Denkmalschutz.

## Geschichte

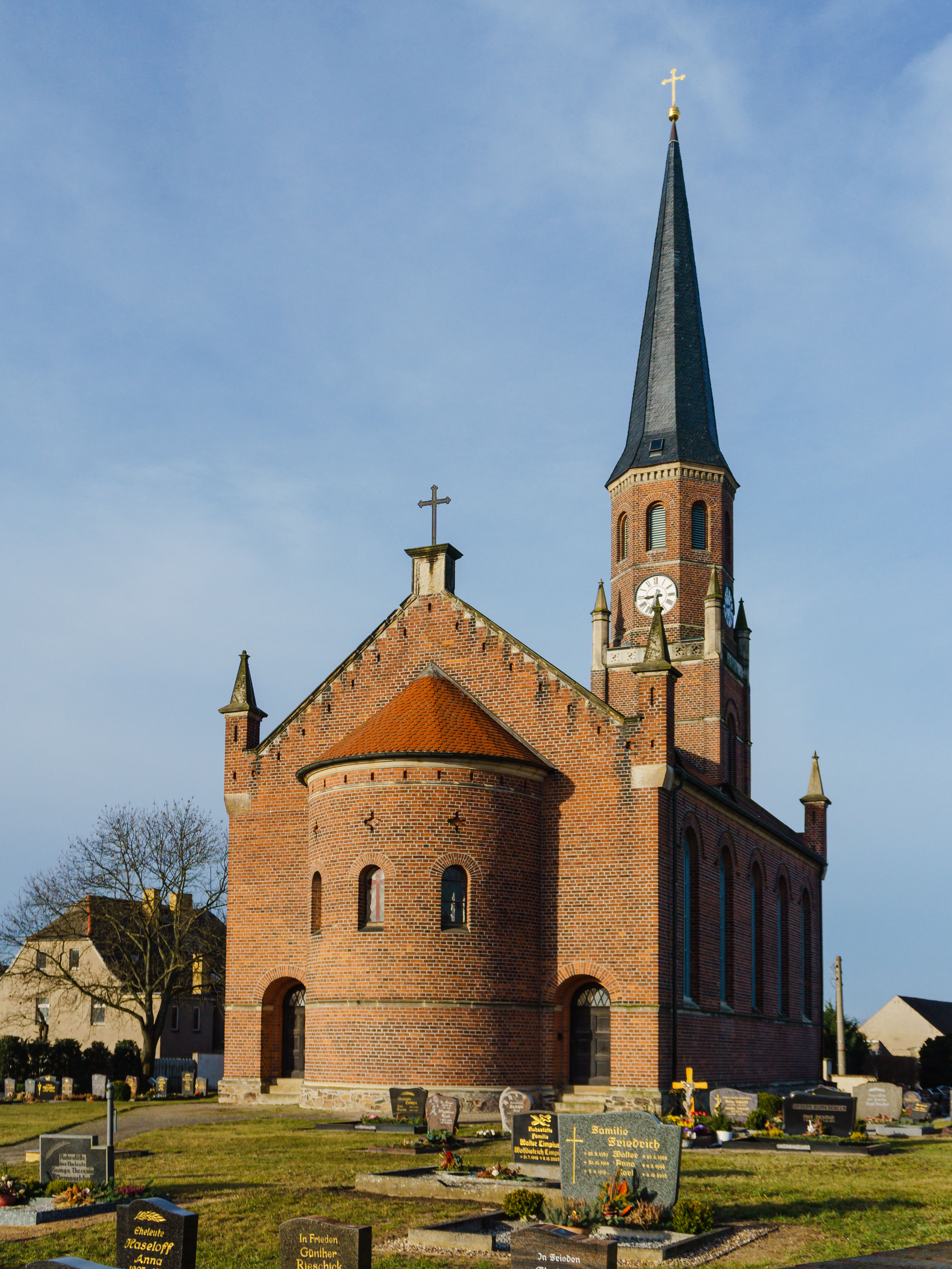
Nordostansicht der Kirche

Ursprünglich befand sich im erstmals 1434 urkundlich erwähnten Pressel eine kleinere Kirche. Um 1500 war die Presseler Pfarrkirche dem Archidiakonat Propstei Wurzen zugehörig, wo sie zum sedes Düben zählte.
Eine eigene Pfarrkirche war sie bis zum Jahre 1529. Dann wurde sie eine Filialkirche von Authausen. Von 1925 bis 2001 hatte Pressel eine eigene Kirchgemeinde. Seither gehört Pressel wieder zu Authausen.
In der ursprünglich in Pressel vorhandenen Kirche wurde laut Schumanns Vollständigem Staats-, Post- und Zeitungslexikon von Sachsen im Jahre 1821 alle vierzehn Tage gepredigt. Die Kirche galt zu dieser Zeit noch als gut gebaut. Sie besaß drei Glocken, aber keine Orgel. Eingepfarrt waren das einzelne Haus Hopfgarten, die zwei Kilometer östlich gelegene Neumühle und die Presseler Windmühle.
Das Bauwerk wurde im Jahre 1856 wegen Baufälligkeit abgetragen. Der geschnitzte gotische Altar dieser alten Kirche ist heute im Gotischen Gewölbe des Kunstmuseums Moritzburg in der Moritzburg in Halle/Saale zu sehen. Er wurde 1917 für die dortigen Sammlungen käuflich erworben.
Am Standort entstand in der Folgezeit das heute zu sehende Bauwerk. Im Jahre 1905 schlug ein Blitz in den Kirchturm ein und löste einen Brand aus. Dieser verursachte schwere Schäden am Dachstuhl des Turms und an der Turmuhr, welche zwei Jahre später ersetzt wurde.
Restaurierungsmaßnahmen fanden im Jahre 1972 statt. Bei den Arbeiten wurde auch das Kirchturmdach neu eingedeckt. Das Bauwerk wurde kurz nach der Wende in den Jahren 1994 und 1995 mit Unterstützung durch ABM-Kräften restauriert. Dabei bekam das Kirchenschiff ein neues Dach, welches in Biberschwanzdeckung ausgeführt und mit Fledermausgauben versehen wurde. Die Sanierung des Kirchturmdaches war im Oktober 2004 beendet. Sie fand mit der Bekrönung mit goldener Kugel und goldenem Kreuz am 30. Oktober 2004 ihren Abschluss.

## Baubeschreibung

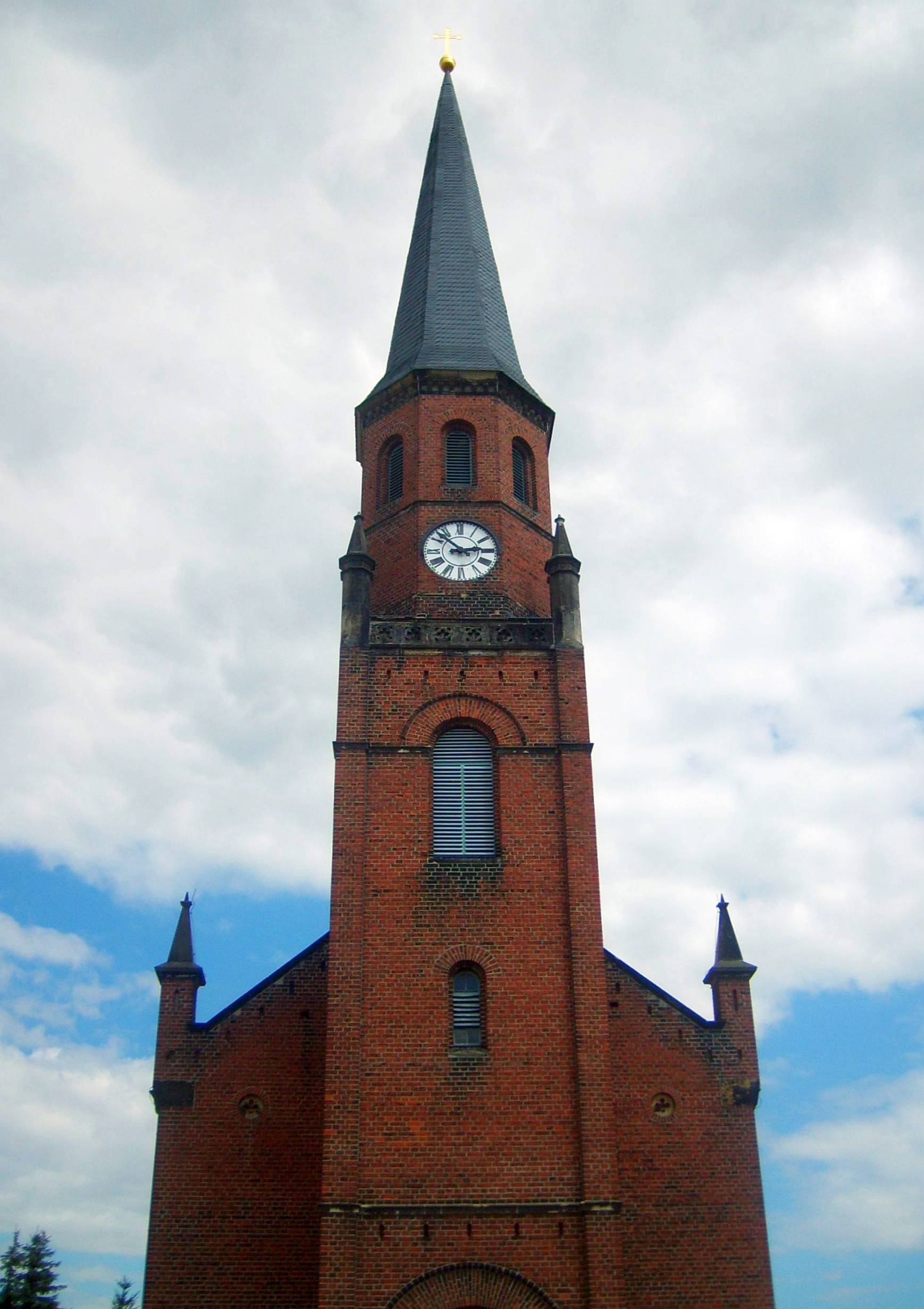
Kirchturm

Bei der Kirche in Pressel handelt es sich um einen Backsteinbau mit halbrunder Apsis im Osten. Im Westen des Kirchenschiffs befindet sich ein Turm mit quadratischem Grundriss. Er besitzt ein oktogonales Glockengeschoss, eine Laterne und einen Spitzhelm. Das Bauwerk und die aus rotem Backstein bestehende Einfriedung, die größtenteils verputzt ist, befinden sich heute unter Denkmalschutz. Es wird vom Baustil her dem Historismus zugeordnet.
Das Innere der Kirche ist flachgedeckt und wird von einer Hufeisenempore geprägt. Hier ist ein Taufstein zu finden, dessen Entstehungszeit auf das 16. Jahrhundert datiert wird.

## Orgel
Ursprünglich befand sich in der Kirche eine Orgel, die im Jahre 1827 der Hallenser Orgelbauer Wäldner erschaffen hatte. Zunächst noch in der alten Kirche aufgebaut, wurde sie in den 1857 errichteten Neubau mit übernommen. Als 1905 ein durch Blitzschlag ausgelöster Brand den Kirchturm, die Glocken und wohl auch die Orgel schwer in Mitleidenschaft gezogen hatte, wurde ein neues Instrument notwendig.
Das heute in der Kirche zu sehende Instrument ist eine Orgel mit einem spätromantischen Prospekt, welche 1910 der Zörbiger Orgelbaumeister Wilhelm Rühlmann (1842–1922) schuf (op. 321). Einige Jahre später mussten die ursprünglich in der Front vorhandenen Orgelpfeifen aus Zinn während des Ersten Weltkriegs zu Kriegszwecken abgegeben werden. Ersetzt wurden sie durch Pfeifen, die aus Zink hergestellt wurden.
Im Jahre 2014 wurde das Instrument, auf maßgebliche Initiative des örtlichen Organisten Christian Schmidt, restauriert. Die fünf Monate dauernden Arbeiten übernahm der Zittauer Orgelbaubetrieb A. Schuster & Sohn, der seit 1994 vom Orgelbaumeister Benjamin Welde geführt wird. Die einige tausend Euro kostende Sanierung war erst nach einer langjährigen Spendensammelaktion möglich. Seither besitzt das Instrument unter anderem auch wieder seine einstigen Pfeifen aus Zinn; alle anderen Pfeifen des Instruments wurden gereinigt.
Die Orgel besitzt eine pneumatische Kegellade, zwei Manuale und zwölf Register.
Die Disposition:
| I Manual C–f3 |        |
| Bordun        | 16′    |
| Principal     | 8′     |
| Hohlflöte     | 8′     |
| Gambe         | 8′     |
| Oktave        | 4′     |
| Mixtur IV     | 5 1⁄3′ |

| II Manual C–f3   |    |
| Geigenprincipal  | 8′ |
| Lieblich Gedackt | 8′ |
| Salicional       | 8′ |
| Flauto amabile   | 4′ |

| Pedal C–d1   |     |
| Subbaß       | 16′ |
| Principalbaß | 8′  |

- Koppeln: II/I, I/P, II/P
- Spielhilfen: Volles Werk, Kalkant (jetzt Windmaschineneinschaltung)
- Winddruck 80 mmWS

## Pfarrhaus
In unmittelbarer Nachbarschaft ist das ehemalige Pfarrhaus zu finden, welches  im Jahre 1780 errichtet wurde und sich heute auch unter Denkmalschutz befindet. Dabei handelt es sich um einen zweigeschossigen Putzbau mit Krüppelwalmdach.

## Mahnen und Gedenken

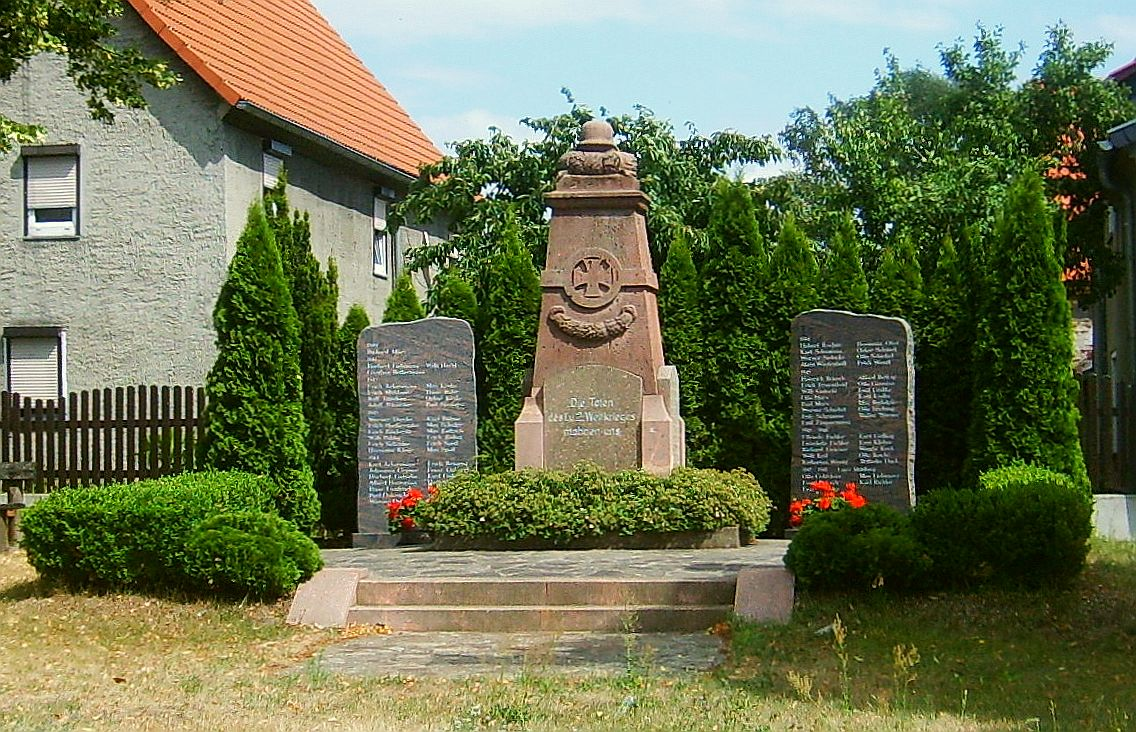
Gefallenendenkmal Pressel

Unweit der Kirche und des Pfarrhauses befindet sich in der Eilenburger Straße ein Gefallenendenkmal zu Ehren der im Ersten und Zweiten Weltkrieg gefallenen Einwohner von Pressel. Errichtet wurde es im Jahre 1921.
Das Denkmal besteht aus einer sich nach oben verjüngenden Stele aus Porphyrtuff einem etwas erhöhtem Podest aus Granitplatten. Während den oberen Abschluss ein Lorbeerkranz und
Helm bildet sind vorderseitig ein Eisernes Kreuz und eine Girlande herausgearbeitet. Im Sockelbereich sind an allen Seiten Namenstafeln und eine Inschriftentafel aus Granit angebracht. Links und rechts des Denkmals sind zwei weitere Namenstafeln aus Granit zu finden.